# 古惑仔2之猛龍過江
《古惑仔2之猛龍過江》即依據香港漫畫家牛佬所繪製的漫畫《古惑仔》為基礎，再進行改編的黑幫電影作品，續集為《古惑仔3之隻手遮天》。
為配合中国、新加坡、馬來西亞的電影檢查制度，中新馬市場的故事作出關鍵性的修改，並改名為《新警察故事2之猛龍過江》上映。

## 劇情
在《古惑仔之人在江湖》中，山雞因為澳門中了李乾坤（𡃁坤）之計，與陳浩南失和，獨往台灣投靠表哥柯志華（小黑），在小黑引薦下加入三聯幫，成為幫主雷功的助手。期間山雞邂逅雷功的情婦丁瑤，並對她暗生情愫。雷功在立委選舉中被政敵張定坤打傷，山雞自告奮勇，暗殺張定坤，從此受雷功提拔，成為毒蛇堂（臺版稱天堂）堂主。後來，聽聞「大佬B」一家被𡃁坤所害，三聯幫向山雞給予一筆巨款和借出一批團員回港幫助陳浩南。
本集，洪興社龍頭蔣天生欲把澳門賭場交給銅鑼灣堂主打理，而此位則由陳浩南與大飛間二選一。可是大天二的女友KK自作主張，前往大飛的夜總會，將舞女集體拉往陳浩南的夜總會內，讓兩人的爭鬥更白熱化。其間，陳浩南女友「細細粒」因遭幫派鬥爭波及而被暗算入院。大飛前往醫院找陳浩南，為舞女跳槽的事件理論，趁機挑釁他。之後，大飛派人伏擊大天二並擄走KK，偷取了陳浩南的帳本，並暗中調查陳浩南是否侵吞公款，欲藉機加以打擊。
原來雷功重用山雞是為了拉攏洪興社，藉此染指澳門賭場經營權。雷功邀請蔣天生見面，並在席間表明自己的意圖，雙方卻不歡而散，但雷功依然取得澳門賭場經營權，打算交給山雞打理，但山雞無意接受，還決定離開三聯幫，結果與雷功反目。不久，丁瑤邀請山雞與陳浩南往澳門，卻陰謀設局將雷功殺害，誣陷二人為兇手，再憑遺囑，登上三聯幫幫主的寶座，並成為澳門賭場的最大股東……，之後也跟大飛合夥欲剷除山雞與陳浩南在澳門的所有勢力，但丁瑤於賭場開業時遭到大飛出賣，原來大飛只是假裝與之合作，事實上還是忠於洪興社，不希望台灣幫派進駐澳門。KK其實是大飛的胞妹，大飛與陳浩南敵對只是為了測試陳浩南。
最終被丁瑤槍傷的雷功保鑣高捷在洪興社的護送下出面指證丁瑤為殺害幫主的主謀，山雞不忍丁瑤被三聯幫帶回台灣處死，忍痛將其槍殺……

### 新馬版本
由於新加坡和馬來西亞電檢尺度嚴厲，《古惑仔之猛龍過江》於新馬市場改名為《新警察故事之猛龍過江》。故事繼續為主角香港皇家警察的陳浩南督察，是被外籍警司委派繼續潛伏於洪興社的臥底，並穿插陳浩南督察在警局內與外籍警司會報洪興社的搜集證據，雖然上集代了山雞、大天二和包皮等人被捕入獄。但是新馬版本無視了這個設定山雞等人亦有在修改故事登埸。

## 人物角色
| 角色名稱    | 演員                   | 備註 |
| ----------- | ---------------------- | --- |
| 陳浩南      | 鄭伊健                 | 𡃁仔南、浩南、南哥 洪興社成員，最後成爲銅鑼灣堂主 蘇阿細的男友 趙山河、梁二、包達二、蕉皮之兄弟 被蔣天生器重 大飛之競爭對手兼天敵，最後和好             |
| 趙山河      | 陳小春                 | 山雞 三聯幫堂主，毒蛇堂堂主，後因兄弟情而離開三聯幫 柯志華之表弟 陳浩南、梁二、包達二、蕉皮之兄弟 獲雷功賞識 喜歡丁瑤 最後槍殺丁瑤 大飛之天敵，最後和好 |
| 丁瑤        | 邱淑貞                 | 本片終極大反派 雷功的情婦 殺害雷功並嫁禍陳浩南和趙山河 殺害高捷未果，反被高捷指出其是殺害雷功的兇手，原該被三聯幫帶回台灣用以私刑 最後被趙山河槍殺      |
| 蘇阿細      | 黎姿                   | 細細粒（小結巴）、阿細 陳浩南之女友 最後撞車昏迷不醒 |
| 大飛        | 黃秋生                 | 洪興社成員，ＫＫ的哥哥 陳浩南之競爭對手，最後大飛因受陳浩南之行事風格所感動，就此認定他為堂主。                                                         |
| 蔣天生      | 任達華                 | 蔣生 洪興社龍頭 雷功之好友，後因爭賭場經營權而反目 |
| 簡頂池      | 李力持                 | 灣仔區議員 參與陳浩南酒吧的開張儀式，但卻不知道陳浩南等人是古惑仔                                                                                       |
| KK          | 譚小環                 | 洪興社成員，大飛的妹妹 梁二之女友 |
| 包達二      | 林曉峰                 | 包皮 洪興社成員 陳浩南、梁二、趙山河、蕉皮之兄弟 大飛之天敵，最後和好                                                                                   |
| 梁二        | 謝天華                 | 大天二 洪興社成員 陳浩南、包達二、趙山河、蕉皮之兄弟 大飛之天敵，最後和好                                                                               |
| 蕉皮        | 朱永棠                 | 洪興社成員 陳浩南、包達二、趙山河、梁二之兄弟 因相貌與包達明相似而被包達二招攬入洪興 大飛之天敵，最後和好                                               |
| 高捷        | 陳 豪 （配音：杜燕歌） | 本片反派，后弃暗投明 三聯幫成員，雷功的保鑣 被丁瑤槍傷，最後被大飛救回                                                                                  |
| 林牧師      | 林尚義                 | 教會牧師 陳浩南等人好友 |
| 柯志華      | 柯受良                 | 小黑 三聯幫黑豹堂堂主 趙山河之表哥 |
| 雷功        | 雷震                   | 三聯幫幫主 蔣天生之好友，後因爭賭場經營權而反目 被丁瑤殺害                                                                                              |
| 阿基        | 李兆基                 | 洪興社堂主，西環堂主 |
| 信哥        | 蔡業信                 | 洪興社堂主 |
| 小龍        | 程小龍                 | 洪興社堂主 |
| 阿寶        | 劉寶賢                 | 洪興社成員 |
| Hyatt(君悅) | 邵萱                   | 酒店小姐 |
| 張定坤      | 張文進                 | 立法委員，黑幫分子 故事中期被趙山河槍殺 |
| 阿英        | 丁寧                   | 酒店領班 |
| 陳耀        | 李道瑜                 | 耀哥 洪興社幹部 |

## 電影歌曲

### 主題曲
| 歌名          | 演唱者         | 作曲   | 填詞 | 編曲   |
| 〈知己 自己〉 | 鄭伊健、風火海 | 伍樂城 | 林夕 | 伍樂城 |

### 插曲
| 歌名             | 演唱者 | 作曲     | 填詞   | 編曲   |
| 〈有了你〉       | 鄭伊健 | 鍾肇峰   | 鄭國江 | 陳光榮 |
| 〈七逃人的目屎〉 | 郭金發 | 米山正夫 | 劉達雄 |        |
| 〈鼓聲若響〉     | 陳昇   | 陳昇     | 陳昇   |        |

### 片尾曲
| 歌名         | 演唱者         | 作曲   | 填詞   | 編曲   |
| 〈熱血燃燒〉 | 鄭伊健、陳小春 | 陳光榮 | 方家煌 | 陳光榮 |

## 取景地點
- 基隆港及基隆車站前廣場（山雞初抵台之處）
- 華西街觀光夜市（山雞與柯志華相逢之處）
- 士林區忠誠路二段（雷功競選立委掃街所經之處）
- 新北市金寶山墓園（雷功前妻陳淑嫻之墓）
- 立法院
- 西門町中華商場天橋（山雞預備謀殺張定坤之處）
- 中山區龍都酒樓（山雞謀殺張定坤之處）
- 北投溫泉（山雞與丁瑤共浴之處）
- 基隆市七堵區麗景二街（雷功住所）

## 備註
1. ↑  香港電影票房 1996 〔華語電影〕 的存檔，存档日期2007-08-31.，〈香港電影票房全紀錄〉

## 外部連結
- 香港影庫上《古惑仔2之猛龍過江》的資料（繁體中文）
- 豆瓣电影上《古惑仔2之猛龍過江》的資料 （简体中文）
- 时光网上《古惑仔2之猛龍過江》的資料（简体中文）
- 爛番茄上《古惑仔2之猛龍過江》的資料（英文）
- AllMovie上《古惑仔2之猛龍過江》的资料（英文）
- 互联网电影数据库（IMDb）上《古惑仔2之猛龍過江》的资料（英文）